# 데니스 판크라토프
데니스 블라디미로비치 판크라토프(러시아어: Дени́с Влади́мирович Панкра́тов, 1974년 7월 4일~)는 러시아의 은퇴한 수영 선수로 1996년 하계 올림픽에서 2개의 금메달을 획득했다. 그는 세계 수영 선수권 대회 개인전 금메달리스트인 예브게니 사도비와 함께 볼가 볼고그라드에서 활동했다.

## 생애
판크라토프는 소련 볼고그라드에서 태어났다. 1981년 볼가 볼고그라드 수영 유소년팀에 입단하여 빅토르 아브디옌코 밑에서 훈련을 받았다. 이 때 함께 소속팀에서 뛴 선수로는 후에 같이 소련과 러시아 국가대표로 활동하게 되는 예브게니 사도비가 있었다.
1990년 16세의 나이에 소련 청소년 국가대표 선수로 발탁되었다. 그 해 7월에 프랑스 됭케르크에서 열린 1990년 유럽 주니어 선수권 대회에 참가하였으며, 접영 200m 종목에서 2'01"77초의 기록으로 대표팀 동료인 로만 시요골레프와 영국의 크리스천 로빈슨을 꺾고 우승했다. 시요골레프, 콘스탄틴 두브로빈, 사도비와 함께 출전한 자유형 200m 계영 종목에서도 7분 32초의 기록으로 프랑스와 핀란드팀을 누르고 금메달을 획득했다. 1991년에는 소련 성인 국가대표로 발탁되어 그 해 3월에 열린 1991년 수영 월드컵에서 금메달 2개, 동메달 1개를 획득하였다. 같은 해 8월에는 벨기에의 안트베르펜에서 열린 1991년 유럽 주니어 선수권 대회에 참가하였고, 접영 100m 부문에서 55.01초의 기록으로 튀르키예의 우우르 타네르와 독일의 사샤 브링크호프를 누르고 금메달을 획득했다. 접영 200m 부문에서는 2분 1.73초의 기록으로 폴란드의 콘라트 가우카와 튀르키예의 타네르의 뒤를 이어 동메달을 획득했다.
1992년 독립국가연합 수영 대표팀 소속으로 스페인 바르셀로나에서 열린 1992년 하계 올림픽에 참가하였으며, 접영 200m 경기에 출전했다. 그는 예선 7조에서 1분 59초의 기록으로 미국의 멜빈 스튜어트의 뒤를 이어 2위로 결승에 진출했고, 결승에서는 1분 58.98초의 기록으로 6위를 했다. 이듬해인 1993년에는 러시아 수영 국가대표로 활동하기 시작했으며, 그 해 2월에서 3월까지 열린 1993년 수영 월드컵에서 금메달 1개, 은메달 4개를 획득하는 성과를 냈다. 같은 해 8월에는 영국 셰필드에서 열린 유럽 선수권 대회에 참가하였다. 그는 200m 접영에서 바르셀로나 올림픽 해당 종목 동메달리스트인 프랑스의 프랑크 에스포지토와 독일의 크리스카롤 브레머를 누르고 우승을 했으며, 100m 접영에서 폴란드의 라파우 슈카와의 뒤를 이어 은메달을 획득했다. 블라디미르 셀코프, 비탈리 키린추크, 알렉산드르 포포프와 함께 출전한 100m 혼계영에서는 금메달을 획득하며 금메달 2개, 은메달 1개로 대회를 마쳤다. 
1994년 1월에서 3월까지 열린 1994년 수영 월드컵에서는 금메달 7개, 은메달 3개, 동메달 1개를 획득했고, 그 해 9월 이탈리아 로마에서 열린 1994년 세계 선수권 대회에 참가하였다. 그는 200m 접영에서 1분 56.54초의 기록으로 뉴질랜드의 대니언 로더와 독일의 브레머를 누르고 우승을 자치했고, 100m 접영에서 53.68초의 기록으로 폴란드의 슈카와와 스웨덴의 라르스 프뢸란데르의 뒤를 이어 동메달을 획득했다. 유리 무힌, 블라디미르 피시넨코, 시요골레프와 출전한 자유형 200m 계영에서는 7분 18.13초의 기록으로 스웨덴팀의 뒤를 이어 은메달을 획득했고, 셀코프, 바실리 이바노프, 포포프와 함께 출전한 100m 혼계영에서도 미국팀의 뒤를 이어 은메달을 획득했다.
1995년에는 빈에서 열린 유럽 선수권 대회에서 금메달 3개를 획득했다. 마이클 클림이 이러한 기록을 깰때까지 그는 2년동안 100m 접영에서 세계 기록을 보유했다. 이후 1996년 애틀란타에서 열린 1996년 하계 올림픽 100m와 200m 접영에서 금메달을 획득했고 400m 혼계영에서 자신의 러시아 팀 동료와 함께 은메달을 획득했다.
2000년 시드니에서 열린 2000년 하계 올림픽에 참가하여 200m 접영에서 7위를 했다. 2002년에 은퇴했다.

## 수상

### 수훈
- 조국공헌훈장 3등급(1996년 8월 26일)
- 존경훈장(1995년 11월 2일)